# ヘンリー・リーランド

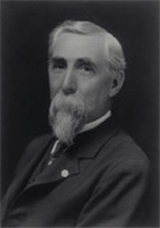
ヘンリー・マーティン・リーランド

ヘンリー・マーティン・リーランド（Henry Martyn Leland 、1843年2月16日 - 1932年3月26日）はアメリカの二大高級車ブランドとして知られるキャディラック・リンカーンを創業した自動車技術者。

## 若年期
バーモント州で生まれたリーランドが、織機工場の見習いをしていた1861年に南北戦争が勃発、北軍に志願したが若過ぎるという理由で拒否された。ちょうどその頃南北戦争によって増産が必要にも拘らず、工員不足に悩んでいたスプリングフィールド兵器会社から誘いを受けたリーランドは同社に移籍。銃器の世界では早くから行なわれていた精密工作による部品の規格化の重要性を肌で学んだ。その後コネチカット州のコルトの工場などで経験を積んだ後、1870年に友人のフォークナーと共同で自分の工場を立ち上げ、精密工作機械の製造・販売に乗り出した。

## オールズモビル
リーランドが自動車製造に手を染めるきっかけになったのは、ランサム・オールズが経営していたオールズモビルがリーランドの工場から歯車を仕入れていたことである。はじめは歯車のみの仕入れだったものが、オールズモビルの工場が火災にあい、エンジンもリーランドの工場から仕入れるようになった。
オールズモビルのエンジンの出力は3馬力とされていたが、彼が培ってきた精密工作技術によってエンジンを製作したところ、設計そのものには手を加えなかったにもかかわらず、3.7馬力を出したという。

## キャディラック
1902年、精密工作の権威として名が売れていたリーランドはヘンリー・フォード・カンパニーのチーフエンジニアの職を打診される。この会社はその名の通りヘンリー・フォードをチーフエンジニアとしていたが、大衆車を目指したいフォードと高級車志向の出資者との対立からフォードはこの会社を辞していた。フォードは翌年フォード・モーターを立ち上げている。
リーランドのエンジンは精密であっただけでなくコンパクトでリーランドは手でもって部屋に運び込んで見せたほどだった。感銘を受けた出資者はフォードの後釜としてリーランドをチーフエンジニアとし、フォード設計のシャーシにリーランドのエンジンを載せた車両を製作をはじめる。リーランドは自身の名前を社名とすることを断り、デトロイトを開拓したフランス貴族、アントワーヌ・デ・ラ・モート・キャディラックの名を推奨。会社はキャディラックと改称し、その名にふさわしい高級車の製造に乗り出すことになる。

## 部品の互換性
キャディラックのチーフエンジニアとなったリーランドはそれまでに培った精密工作技術によって、マイクロゲージを基準とした自動車部品の互換化確立に尽力する。自動車部品の互換が不能だった時代には自動車が故障するとその車に合わせてパーツを特注せざるをえず、修理には大きな手間隙を要していた。自動車部品の互換が可能になることで、世界中どこで壊れようと同一部品に交換するだけで修理でき、自動車修理にかかる時間が大幅に短縮できるようになった。自動車部品の互換化による恩恵はそれだけでなく、生産性向上にもつながった。つまり、部品が互換可能になれば別工場で大量に部品を作りだめすることも可能になったからである。後にフォード・モーターが流れ作業による大量生産を確立できたのも、自動車部品の互換化という前提が存在したからゆえと言えるだろう。

## リンカーン
リーランドは1909年にキャディラックをゼネラルモーターズ(GM)に450万ドルで売却したものの、第一次世界大戦期までキャディラックの責任者としての役割を果たした。1917年、リーランドは航空エンジン生産の是非をめぐってGM首脳であるウィリアム・デュラントらと対立して辞職、新たに自らが敬愛するエイブラハム・リンカーンの名を関したリンカーン・モーター・カンパニーを立ち上げた。リーランドは南北戦争に志願した時と変わらず愛国者であり、GMが戦いを支援しないことに我慢がならなかった。そうしてリンカーンは戦時中、航空エンジン「リバティ・エンジン」の生産をおこなった。部下はリーランドの名前をつけることを要望していたが、リーランド自身はこのときもそれを断っていた。
戦争が終わると高級車を生産した。質の高い大型車だったが、第一次世界大戦後は不況の影響もあり市場は変わって高級車の時代ではなくなっていた。リンカーンは経営破綻し1922年にはオークションによりフォード・モーターに買収された。800万ドルというその価格は自動車産業界の歴史の中においても破格の安値であった。買収後も技術者であるリーランドはフォードの元で、総支配人として残ったが、フォードとその幹部、アーネスト・リーボルトとの関係悪化に伴い、息子のウィルフレッドを連れて同年中に辞職した。以降は、フォードの息子であるエドセル・フォードによる改革を経て、フォード・モーターの高級車ブランド名として存続しその名を現在に伝えている。

## 余生
その後、リーランドは、1932年にデトロイトにおいて89歳で亡くなり、Woodmere Cemeteryに埋葬されている.

## その他自動車産業界での交流
- GMの社長となったアルフレッド・スローンが、ハイアット・ローラー・ベアリングの社長の時代に、リーランドの精密機械についての講習を受ける機会があり、そのときの会話が、大量生産のあるべき姿を導き出すきっかけとなったとスローンがいっている。
- 電動レジスターを発明したチャールズ・ケタリングがまだNCRにいた1908年、電気式のイグニッション・システムを開発しリーランドに売り込んだ。これにより1909年、同僚のエドワード・A・ディーズとデイトン・エンジニアリング・ラボラトリーズ・カンパニー(デルコ)を創設できた。1910年12月、リーランドの友人であり、カーターカーを経営していたバイロン・カーターがデトロイトの橋を通りかかったとき、婦人がエンストして困っていたのをみて助けようとクランクを回したところ、クランクがバックラッシュで逆回転し腕と顎を負傷し病院に入院したが合併症で肺炎を併発し1908年に死亡した。これを悲しんだリーランドがキャディラック技術員に安全なスターターの開発を指示した。ケタリングは自身の開発した電動レジスター用の高トルクモーターをベースにセルフスターターを開発。さらに、自身のイグニッションとバッテリー、および電気式ヘッドライトを組み合わせていた。スターターは始動後は発電機として機能しバッテリーを充電するというものとなっていた。1912年モデルでキャディラックはこれらの装備を搭載する。それまで使われていたボッシュのマグネトー点火装置は世界初の電気式セルフ・スターターとなり、当初は女性ドライバーのための装備として販売された。ケタリングは、のちGMの研究所を率いるようになる。